# Гатина, Екатерина Алексеевна
Екатерина Алексеевна Гатина (род. 24 ноября 2004, пгт Партенит, Алуштинский городской совет, АР Крым, Украина) — российская волейболистка, нападающая-доигровщица.

## Биография
Родилась в семье украинского волейболиста Алексея Гатина. По примеру старших сестёр Елены и Светланы начала заниматься волейболом в ДЮСШ города Алушты. В 2018 году была приглашена в Казань, где на протяжении одного сезона играла за команду «Динамо-Академия»-УОР, став в её составе серебряным призёром Молодёжной лиги чемпионата России. В 2019 волейбольную карьеру продолжила в Калининграде, где выступала в молодёжных соревнованиях в команде «Локомотив»-СШОР по ИВС. С 2021 также играла и за «Локомотив»-2 в высшей лиге «А» чемпионата России, а в сезоне 2023/2024 провела 6 матчей в суперлиге в составе уже основной клубной команды.
С 2024 выступала за челябинский «Динамо-Метар», а в 2025 вернулась в Казань, заключив контракт с ВК «Динамо-Ак Барс».

### Клубная карьера
- 2018—2019 —  «Динамо-Академия»-УОР (Казань) — молодёжная лига;
- 2019—2024 —  «Локомотив»-СШОР по ИВС (Калининград) — молодёжная лига;
- 2021—2024 —  «Локомотив»-2 (Калининград) — высшая лига «А»;
- 2023—2024 —  «Локомотив» (Калининград) — суперлига;
- 2024—2025 —  «Динамо-Метар» (Челябинск) — суперлига;
- с 2025 —  «Динамо-Ак Барс» (Казань) — суперлига.

## Достижения

### Клубные
- двукратный бронзовый призёр чемпионатов России среди команд высшей лиги «А» — 2023, 2024.
- серебряный (2019) и бронзовый (2024) призёр Молодёжной лиги чемпионата России.
- победитель (2023) и серебряный призёр (2019) розыгрышей Кубка Молодёжной лиги.

### Индивидуальные
- 2019: лучшая нападающая-доигровщица (одна из двух) Кубка Молодёжной лиги.
- 2021: лучшая нападающая-доигровщица (одна из двух) чемпионата Молодёжной лиги.
- 2023: MVP Кубка Молодёжной лиги.

## Семья
- Отец — Алексей Гатин (род. 1974) — украинский волейболист и российский волейбольный тренер, С 2024 — старший тренер команды «Заречье-Одинцово».
- Сёстры — профессиональные волейболистки Елена Гатина (род. 2001; с 2022 — игрок ВК «Динамо-Анапа») и Светлана Гатина (род. 2003; с 2024 — игрок ВК «Динамо-Ак Барс»).